# Броньон (Арденны)
Броньо́н (фр. Brognon) — коммуна во Франции, находится в регионе Шампань — Арденны. Департамент — Арденны. Входит в состав кантона Синьи-ле-Пети. Округ коммуны — Шарлевиль-Мезьер.
Код INSEE коммуны — 08087.
Коммуна расположена приблизительно в 185 км к северо-востоку от Парижа, в 110 км севернее Шалон-ан-Шампани, в 36 км к северо-западу от Шарлевиль-Мезьера.

## Население
Население коммуны на 2008 год составляло 137 человек.
| 1962 | 1968 | 1975 | 1982 | 1990 | 1999 | 2008 |
| ---- | ---- | ---- | ---- | ---- | ---- | ---- |
| 186  | 197  | 167  | 153  | 142  | 126  | 137  |

## Экономика
В 2007 году среди 82 человек в трудоспособном возрасте (15—64 лет) 56 были экономически активными, 26 — неактивными (показатель активности — 68,3 %, в 1999 году было 66,7 %). Из 56 активных работали 49 человек (23 мужчины и 26 женщин), безработных было 7 (5 мужчин и 2 женщины). Среди 26 неактивных 4 человека были учениками или студентами, 10 — пенсионерами, 12 были неактивными по другим причинам.

## Фотогалерея

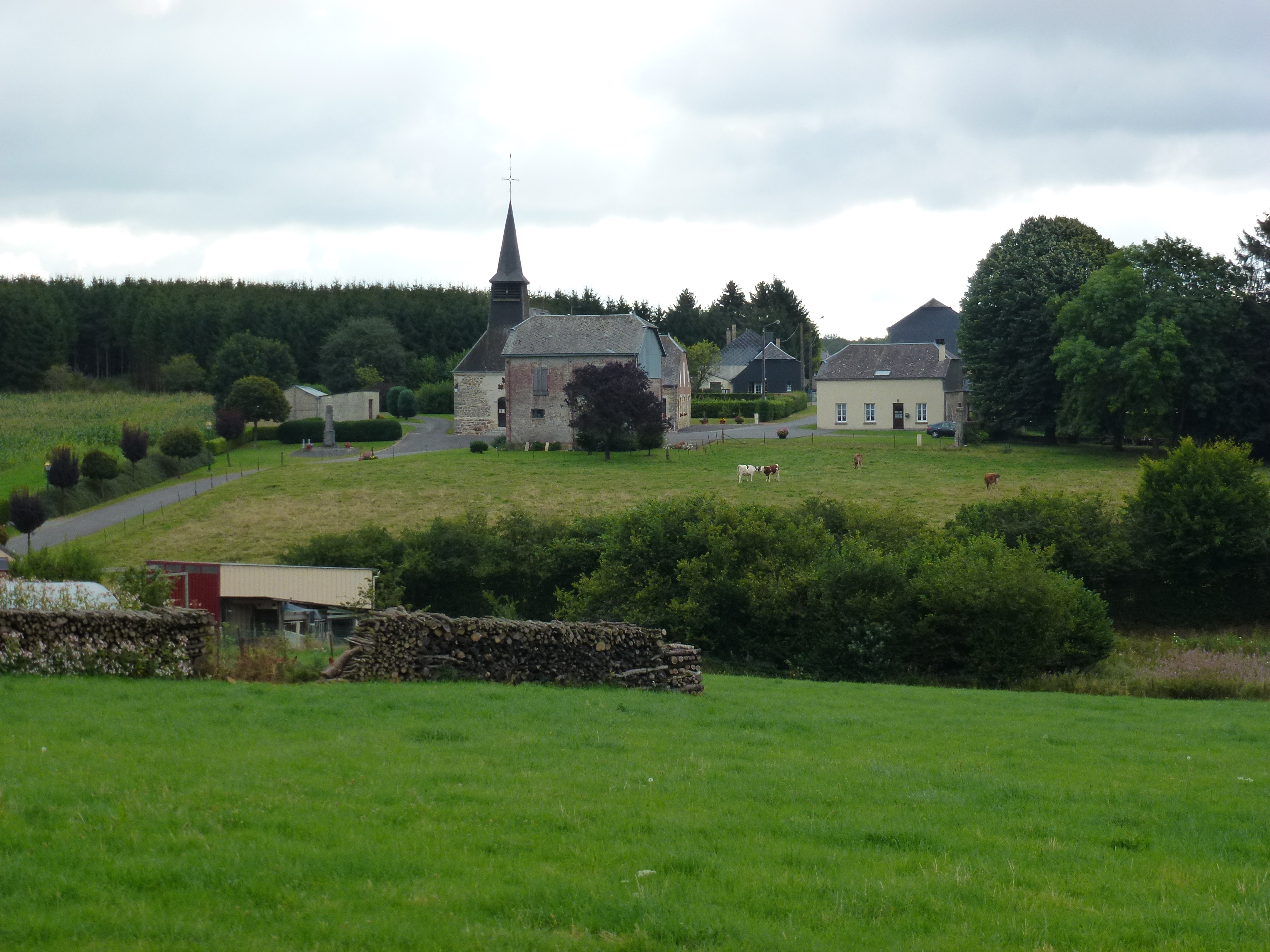
Броньон
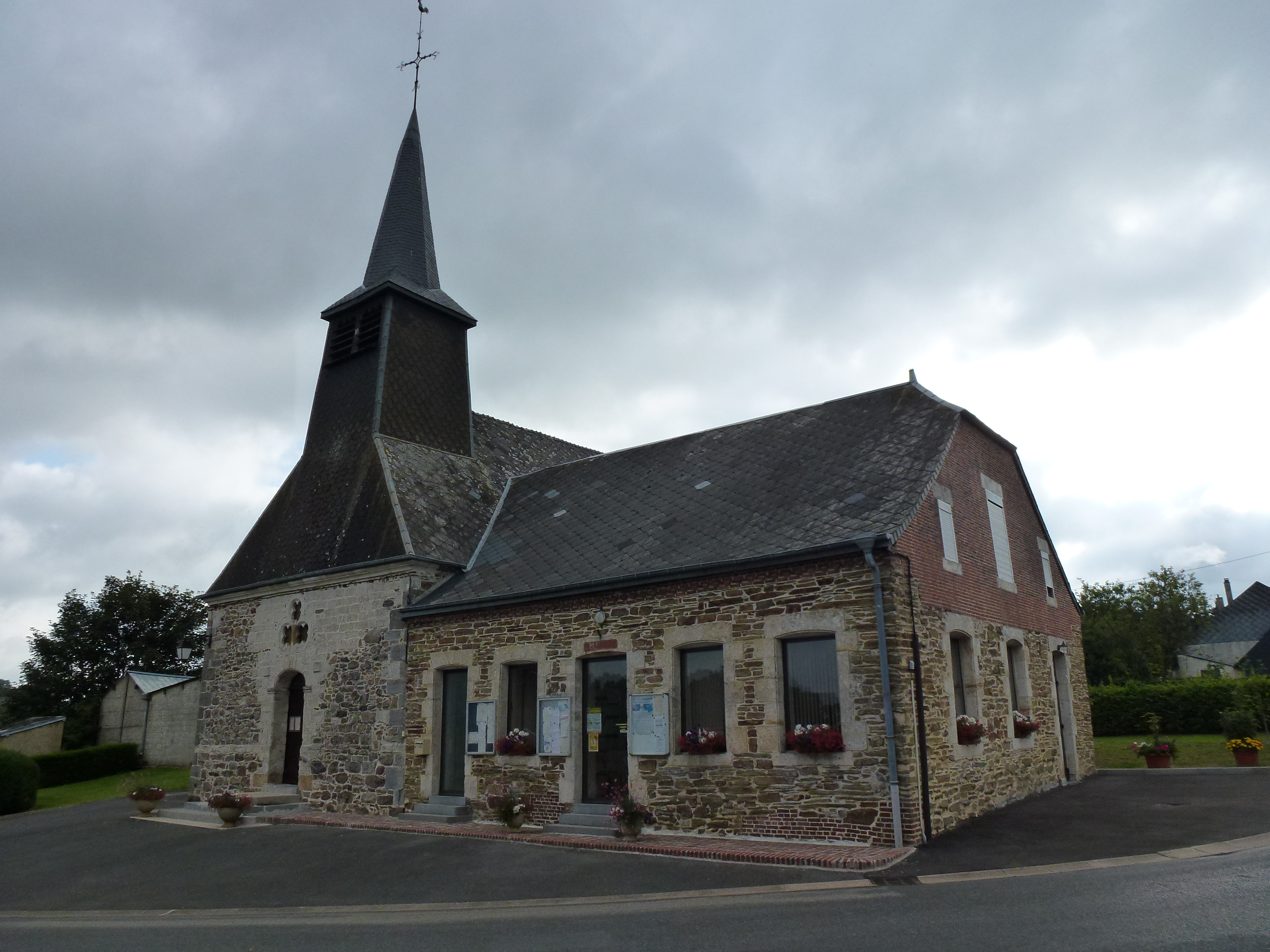
Церковь
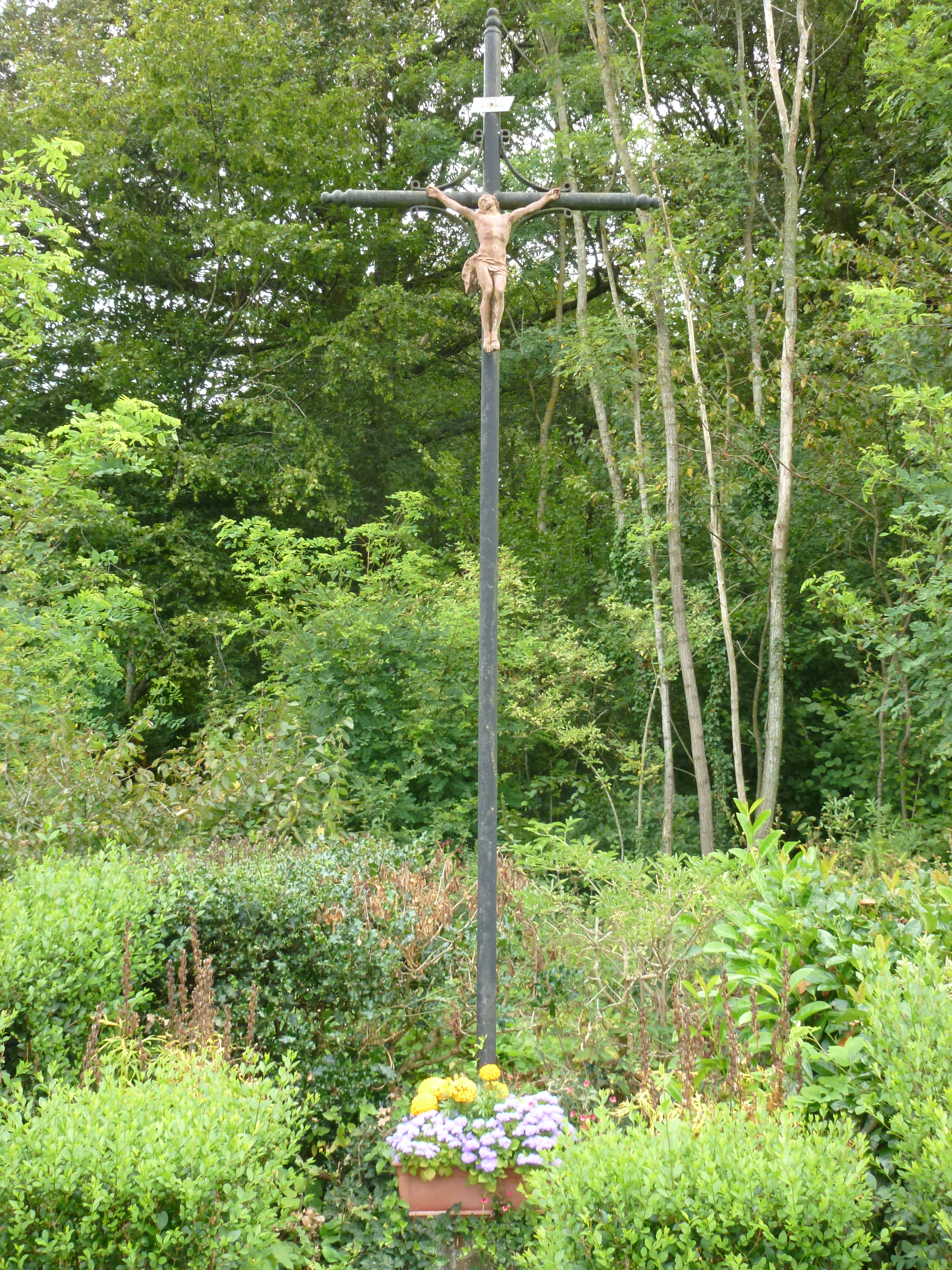
Придорожный крест
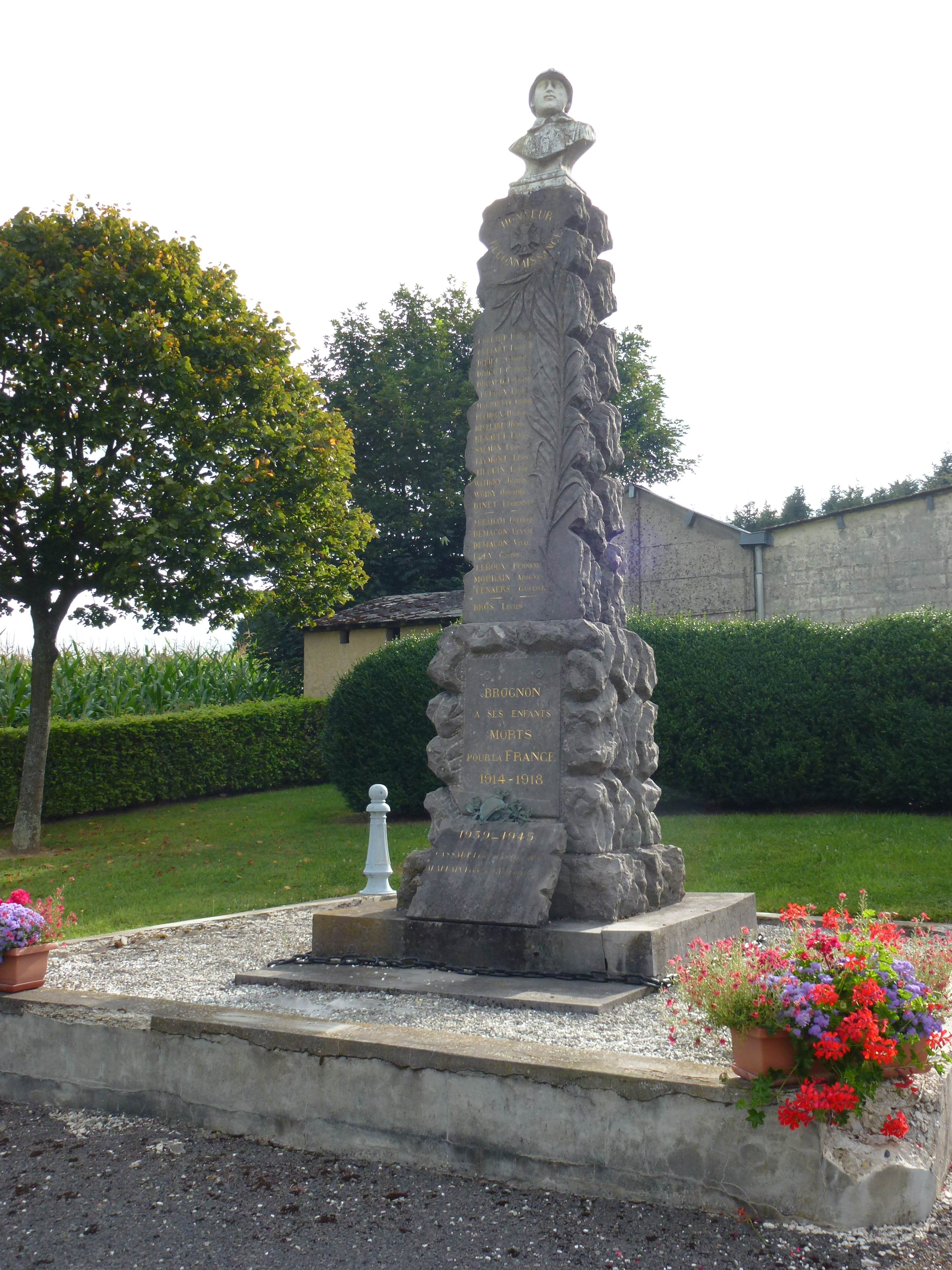
Памятник погибшим в Первой мировой войне